# 韋爾斯卡

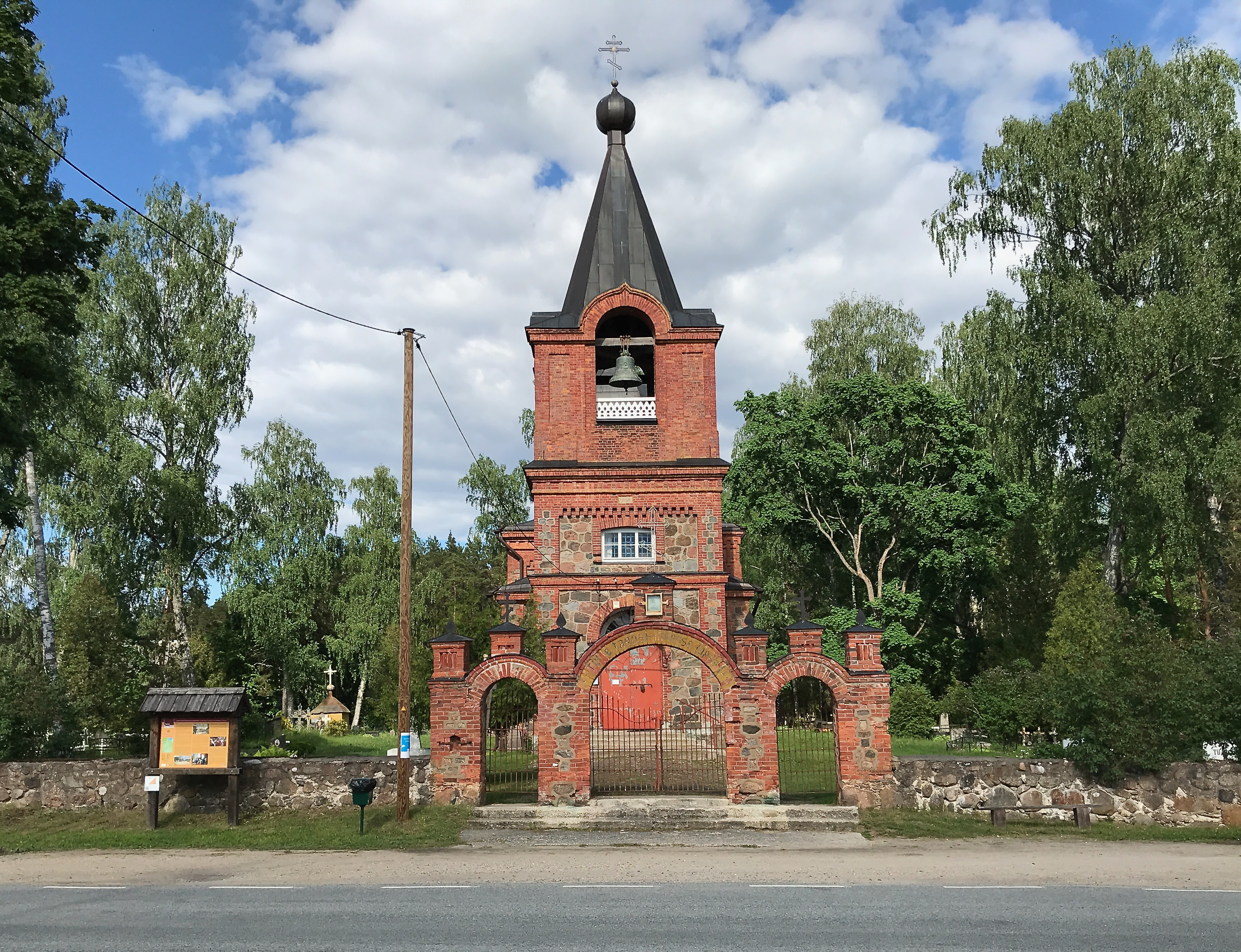
韦尔斯卡东正教堂

韋爾斯卡是愛沙尼亞沃魯縣塞托马市镇的小鎮及行政中心，位於該國東南部，曾是原属珀爾瓦縣的韋爾斯卡市镇的行政中心，處於首都塔林東南面240公里，海拔高度46米，2011年該小鎮人口443。